# Shunyi
Shunyi (kinesisk: 顺义区, pinyin: Shùnyì Qū) er et bydistrikt i Folkerepublikken Kinas hovedstad Beijing.
Shunyi ligger i nordøst, udenfor byens centrum. Den har et areal på 1020 km² og har omkring 540.000 indbyggere.
40°07′45″N 116°38′54″Ø / 40.12917°N 116.64836°Ø